# Madina Balla
Madina Balla är en ort i Gambia. Den ligger i regionen Upper River, i den östra delen av landet, 290 km öster om huvudstaden Banjul. Antalet invånare var 237 vid folkräkningen 2013.